# Duque de Némours
Este é Título incorporado na coroa, ficando reservado ao primeiro filho varão do monarca.
É um feudo francês que remonta à Idade Média.

## Primeira criação (1404-1504)

### Casa de Évreux
- Carlos d'Evreux (1361–1425)

### Dinastia de Bourbon-La Marche
- Leonor de Bourbon-La Marche (1425–1462)

### Casa de Armagnac
- Tiago d'Armagnac (1462–1477)
- João d'Armagnac (1484–1500)
- Luís d'Armagnac (1500–1503)
- Margarida d'Armagnac (1503)
- Carlota d'Armagnac (1503–1504)

## Segunda criação (1507-1512)

### Casa de Foix
- Gastão de Foix (1489–1512)

## Terceira Criação,1515-1524

### Casa de Saboia
- Felisberto de Saboia (1498–1524)
- Juliano II de Médici (1498–1524)

## Quarta Criação,1524-1659

### Casa de Sabóia
Também conhecidos pelos Saboia-Nemours
- Luísa de Saboia (1476–1531)
- Filipe de Saboia-Nemours (1490–1533)
- Jaime de Saboia-Nemours (1531–1585)
- Carlos-Emanuel de Saboia-Nemours (1567–1595)
- Henrique I de Saboia-Nemours (1572–1632)
- Luís de Saboia-Nemours (1615–1641)
- Carlos Amadeu de Saboia-Nemours (1624–1652)
- Henrique II de Saboia-Nemours (1625–1659)

## Quinta Criação,1672

### Casa de Orleães
- Filipe I de Orleães (1640–1701)
- Filipe II de Orleães (1674–1723), Regente da França 1715-1723
- Luís de Orleães (1703–1752)
- Luís Filipe I de Orleães (1725–1785)
- Luís Filipe II de Orleães (1747–1793)
- Luís Filipe III de Orleães (1773–1850)
- Luís Carlos de Orleães (1814–1896)